# Bienal de Arte de Pontevedra
La Bienal de Arte de Pontevedra es una exposición internacional de artes plásticas celebrada en la ciudad española de Pontevedra. Es el evento más antiguo de España de estas características.

## Historia
La Bienal de Arte de Pontevedra nació en 1969, impulsada por el vicepresidente de la Diputación de Pontevedra Antonio Puig Gaite.
La Bienal se inició como un certamen competitivo en las áreas de pintura, dibujo, grabado y escultura, exclusivamente dirigido a artistas nativos o residentes de la provincia de Pontevedra, con el objetivo de integrar las bellas artes en la vida cultural provincial. En esa primera edición se recibieron en total 203 obras, de las cuales se seleccionaron finalmente 93 para la exhibición. Adicionalmente, Xoán Piñeiro expuso 18 esculturas como artista invitado, sin participar en el concurso. La Bienal se inauguró el 30 de julio en el salón principal y estancias contiguas de la primera planta del Palacio de la Diputación de Pontevedra.
En 1970, la Bienal pasó de ser un evento provincial a uno regional, marcando el inicio de una  trayectoria exitosa, antes de pasar a convertirse en un evento internacional. En 1974 se dio comienzo a las exposiciones de artistas internacionales. Entre 1977 y 1981, la estructura se transformó para adaptarse al contexto cultural y social de España, marcando una etapa de maduración, profesionalización y apertura a nuevas tendencias.
Entre 1982 y 1986 la Bienal se consolidó como un referente del arte español contemporáneo y reforzó su dimensión internacional. En 1982 abandonó el formato competitivo con una muestra sobre la movida, y en 1983 se centró en la posmodernidad, destacando la pintura española de los ochenta y el arte postal. A partir de 1991, bajo la gestión del Museo de Pontevedra y la Diputación, comenzó su etapa de mayor auge.
Entre 1992 y 2008, la Bienal Internacional de Pontevedra vivió su etapa de mayor proyección internacional ya bajo la dirección del Museo de Pontevedra. Se profesionalizó, atrajo a comisarios y críticos de prestigio, y se consolidó como una plataforma clave del arte contemporáneo. Cada edición combinó múltiples exposiciones - desde antológicas hasta colectivas temáticas - que abordaron cuestiones como la migración, el multiculturalismo, el viaje o la memoria. La bienal abrió un diálogo entre Galicia y distintas geografías (Latinoamérica, países nórdicos, Magreb), convirtiéndose en pionera al dedicar por primera vez en Europa un certamen monográfico al arte magrebí. Su expansión por nuevos espacios expositivos y su capacidad para integrar tradición y vanguardia reforzaron su relevancia tanto local como internacional. Desde 1998, la Bienal amplió su presencia en la capital pontevedresa, incorporando como nuevas sedes el Palacio de Congresos y Exposiciones y, posteriormente, el Edificio Castelao del Museo de Pontevedra.
En 2010 la Bienal celebró su XXXI edición, durante la cual recibió 40.000 visitantes. Bajo el título Utrópicos, la Bienal exploró el universo cultural de Centroamérica y el Caribe, abordando temas como el exilio y la emigración a través de obras de un centenar de artistas americanos y gallegos como Maruja Mallo, Arturo Souto y Francisco Leiro. Tres de las piezas presentadas ese año fueron posteriormente expuestas en la Bienal de Venecia. En 2012, aunque inicialmente se había previsto celebrar la Bienal, finalmente fue suspendida.
Tras más de una década sin celebrarse, en 2023 la Diputación de Pontevedra anunció la recuperación de la Bienal Internacional de Arte de Pontevedra a partir de 2025. La Bienal de Arte de Pontevedra de 2025, que celebra su trigésimo segunda edición, se desarrolla entre el 15 de junio y el 30 de septiembre y su temática se centra en la visión de los artistas ante la guerra. Además de la exposición de obras de arte, la Bienal de 2025 acoge otras actividades paralelas como performances en el espacio público, intervenciones sorpresa sobre fachadas, conferencias y mesas redondas, un ciclo de cine sobre el arte y la guerra o conciertos en la Isla de las Esculturas. Los espacios en que se desarrollará la Bienal están repartidos por toda la ciudad, siendo sede de la programación prevista, entre otros, el Edificio Castelao del Museo de Pontevedra, el convento de Santa Clara, el Palacio de Congresos y Exposiciones, el Recinto Ferial, la Facultad de Bellas Artes, las Ruinas de Santo Domingo, la Isla de las Esculturas, el Café Moderno, las plazas de origen medieval del centro histórico o espacios privados como la Fundación RAC (Rosón Arte Contemporáneo), el Espacio Multidisciplinar creativo Nemonon o la Fundación Manuel Moldes. En esta XXXII Bienal de Arte de Pontevedra participan 60 artistas de 28 nacionalidades como el francés Patrice Warrener, el danés Olafur Eliasson, el germano-estadounidense Hans Haacke, la escocesa Susan Philipsz, la palestina Emily Jacir, el hispano-estadounidense Antoni Muntadas, el catalán Francesc Torres o la greco-egipcia Farida El-Gazzar.

## Descripción

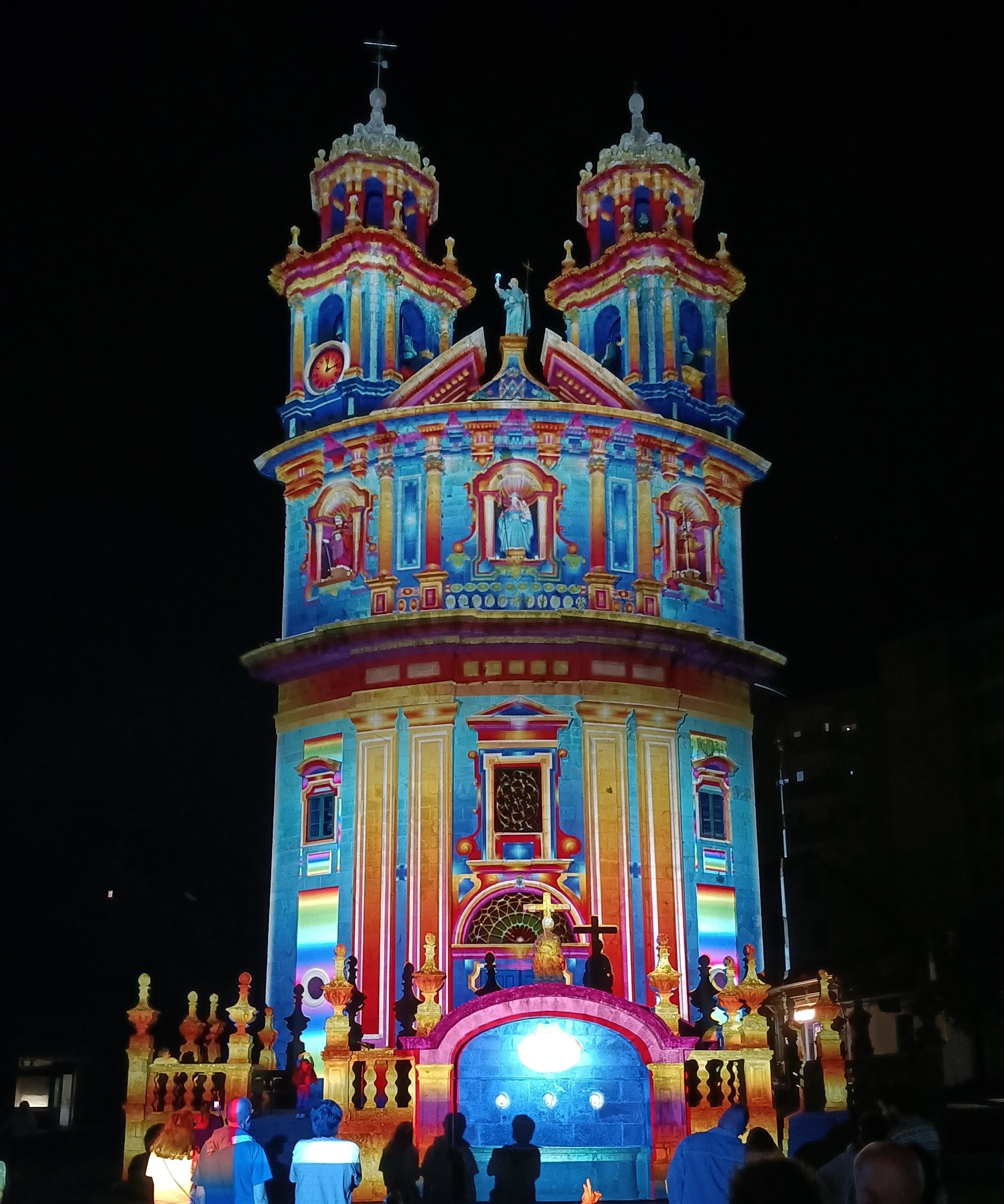
Tercera proyección. Iglesia de la Virgen Peregrina de Pontevedra, 22 de junio de 2025.

La Bienal Internacional de Arte de Pontevedra se desarrolló tradicionalmente en el mes de agosto, convirtiendo a Pontevedra en la capital de las artes plásticas de Galicia. Históricamente, el Palacio de la Diputación de Pontevedra constituyó el principal de los espacios expositivos de la Bienal, que en los últimos años se celebró en otros espacios como el Edificio Castelao del Museo de Pontevedra o el Palacio de Congresos y Exposiciones de Pontevedra.
Es un evento de carácter internacional, que está en primera línea de la vanguardia artística en el extranjero y concentra en Pontevedra a importantes artistas de todo el mundo.
Algunas esculturas presentadas en la VIII Bienal de Arte de Pontevedra de 1988 pasaron a formar parte del paisaje urbano de la ciudad. Son las esculturas Flecha del escultor Silverio Rivas, ubicada en el parque de las Palmeras y Mirador del artista Tom Carr, situada en el parque Rosalía de Castro.
La Bienal de Pontevedra de 2025 ofrece un completo programa de actividades culturales que incluye cine, conferencias y artes vivas (con performances, danza, música y acciones colectivas), extendiéndose más allá del Museo de Pontevedra hacia doce edificios más de la capital pontevedresa y cuatro localidades de la provincia de Pontevedra. Estas propuestas complementan la exposición principal y fomentan la reflexión sobre el arte y los conflictos contemporáneos. Un día antes de la inauguración oficial, el 20 de junio, el francés Patrice Warrener presentó Peregrinacolor, una obra que iluminó la fachada de la iglesia de la Virgen Peregrina, acompañada de la música de la disyóquei gallega Akazie. Del 20 al 22 de junio, Warrener iluminó la iglesia de la Virgen Peregrina durante los 3 primeros días de la 32 edición de la Bienal Internacional de Arte de Pontevedra. Se estima que en torno a 45.000 personnes visiten la Bienal de Arte de Pontevedra de 2025.

## Galería de imágenes

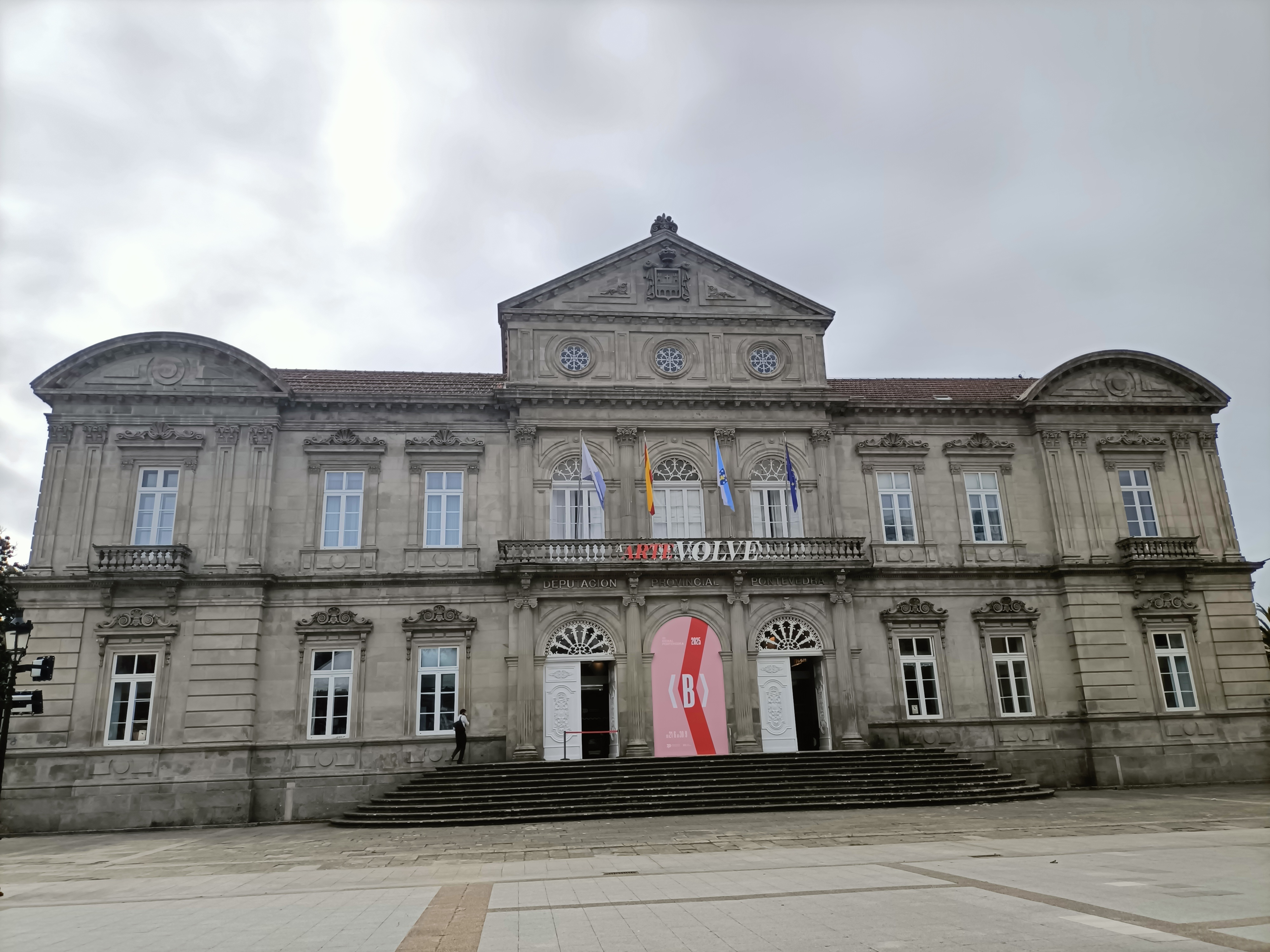
El Palacio de la Diputación de Pontevedra con el logo de la Bienal 2025.
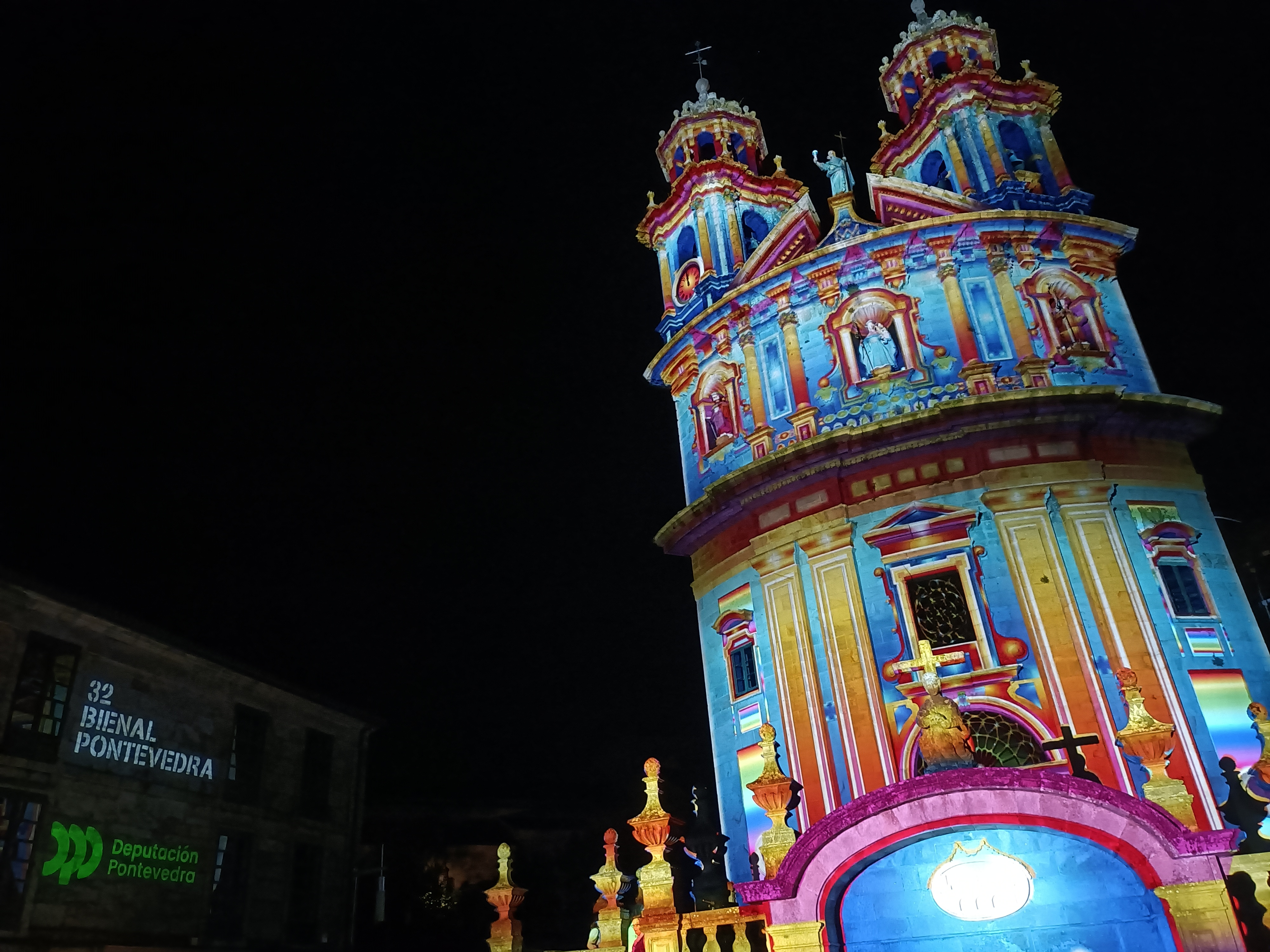
Intervención de iluminación arquitectónica Cromolite de Patrice Warrener
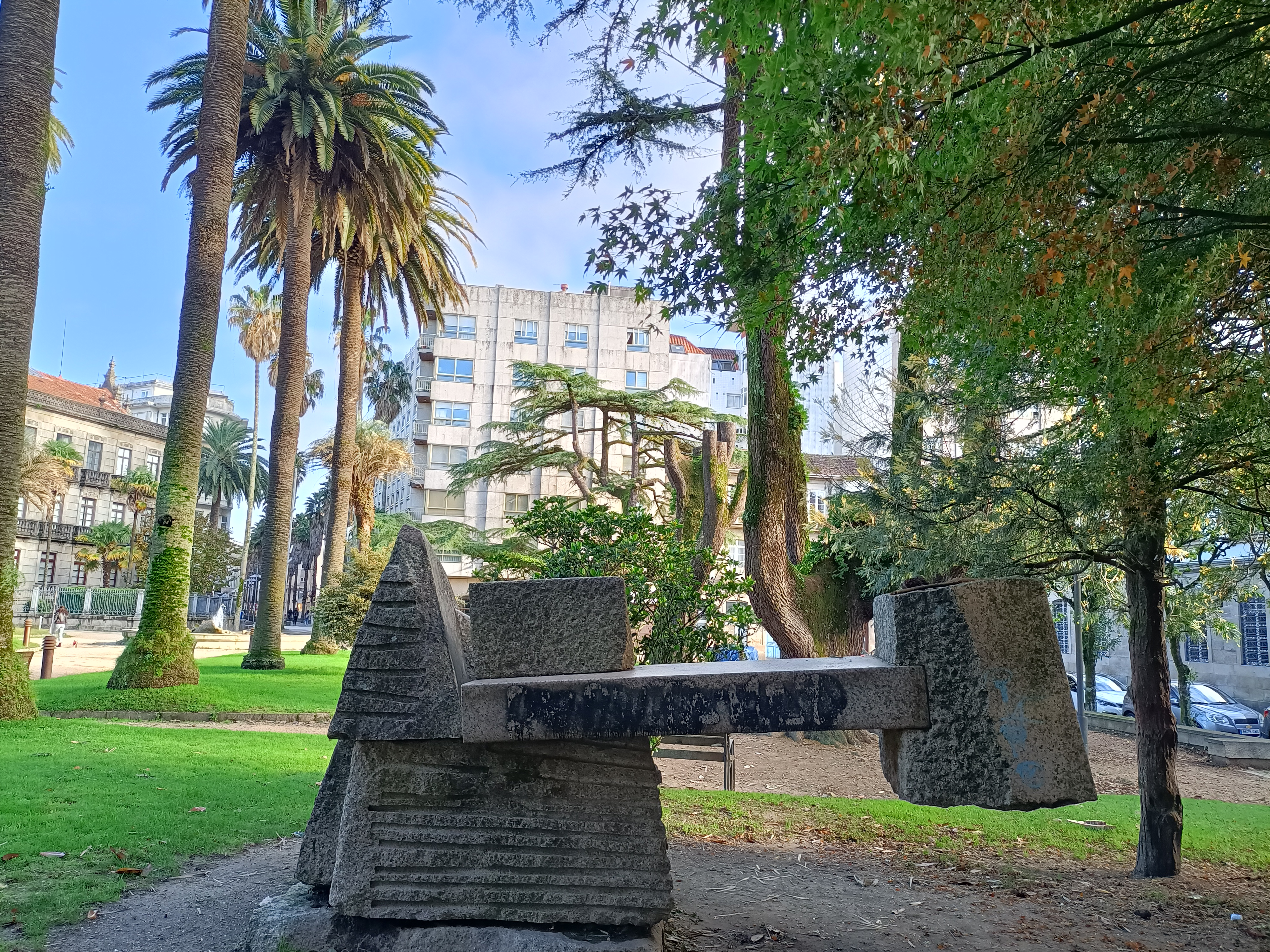
Flecha (1988) de Silverio Rivas
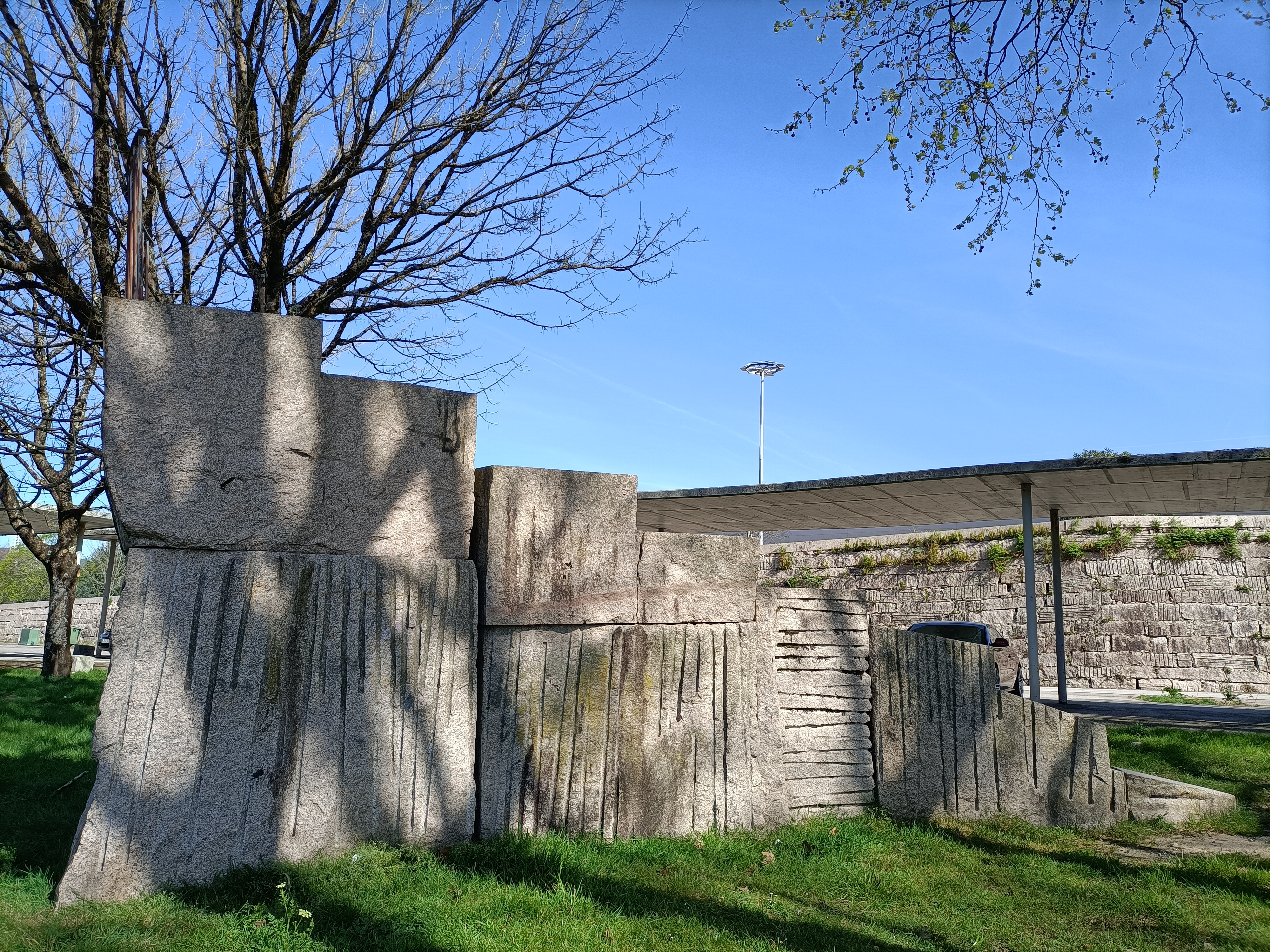
Mirador de granito (1988) de Tom Carr
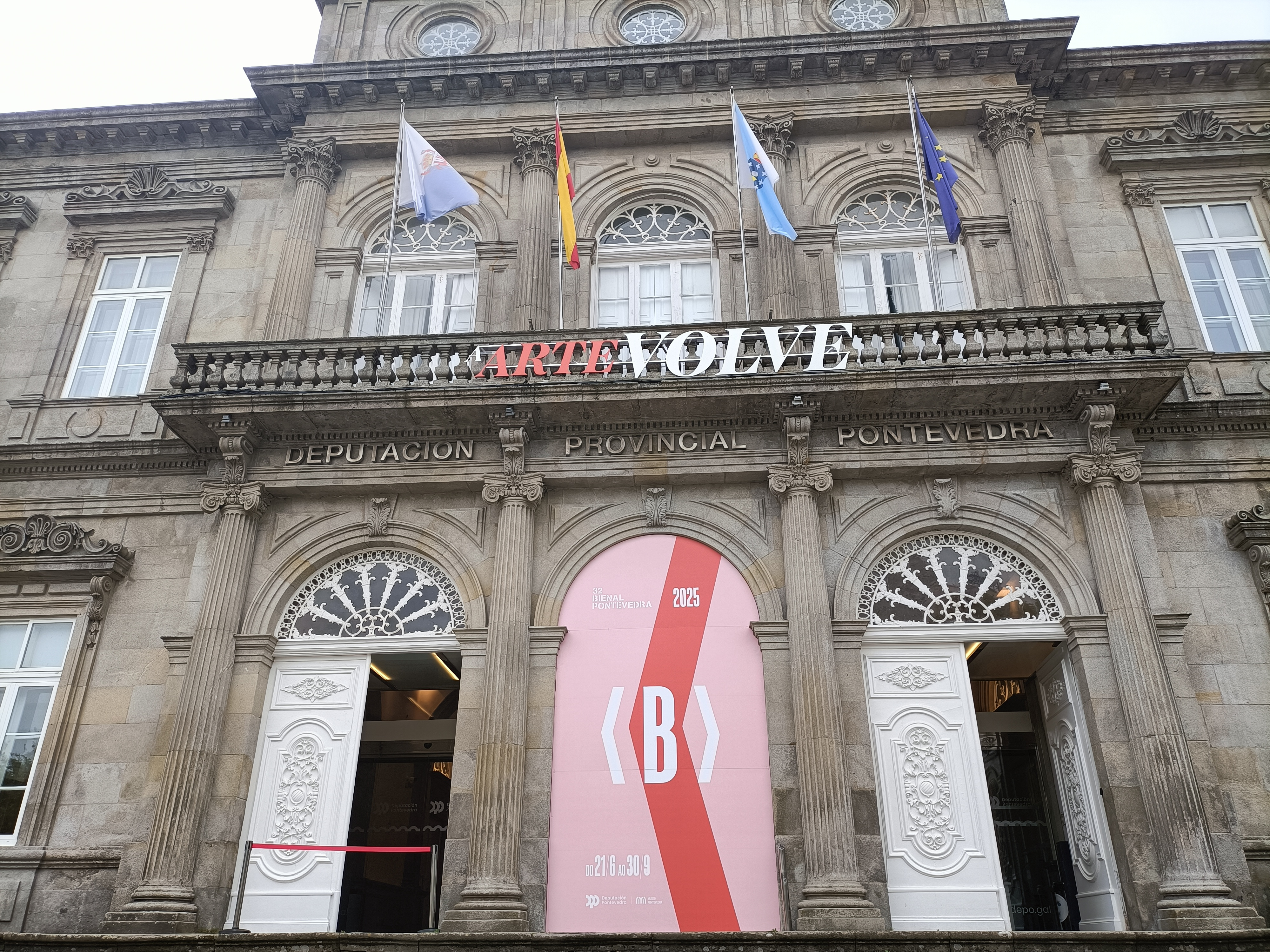
Logo de la Bienal de Arte de Pontevedra en la fachada del Palacio de la Diputación.
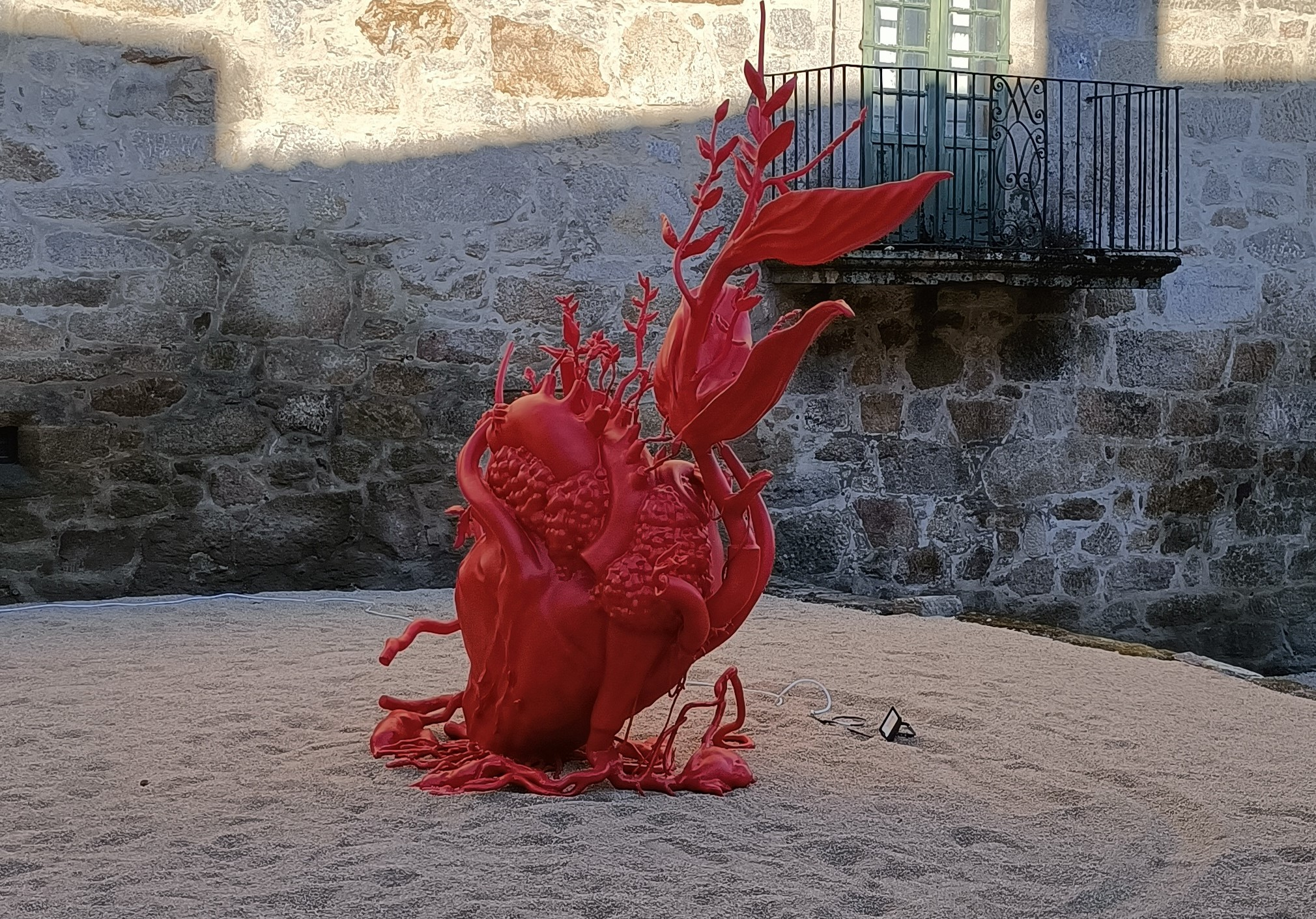
The Resilient (2025) de Wardha Shabbir en el jardín del Pazo de García Flórez
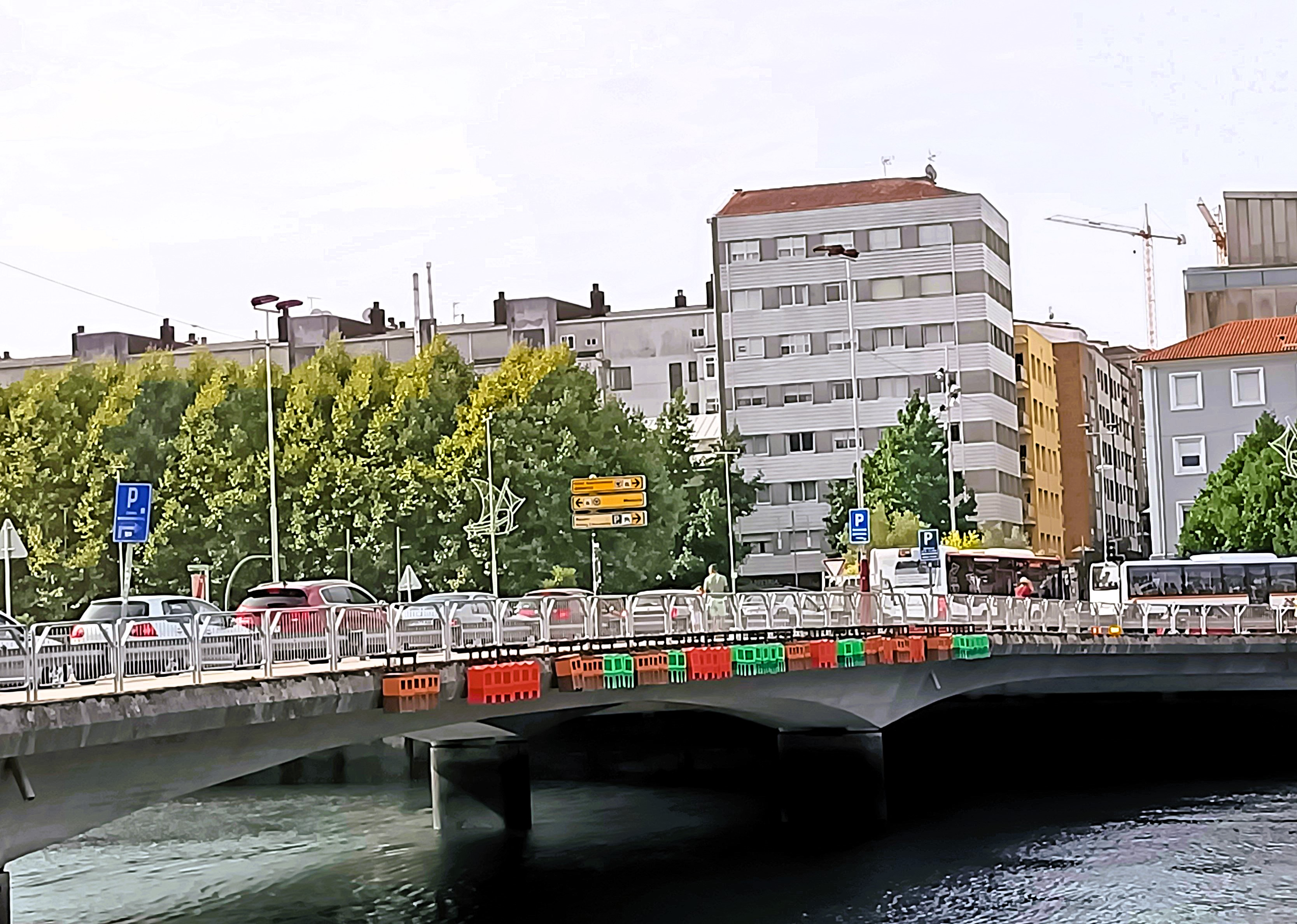
Maneras de habitar un puente (2025) de Diana Larrea en el Puente de Santiago
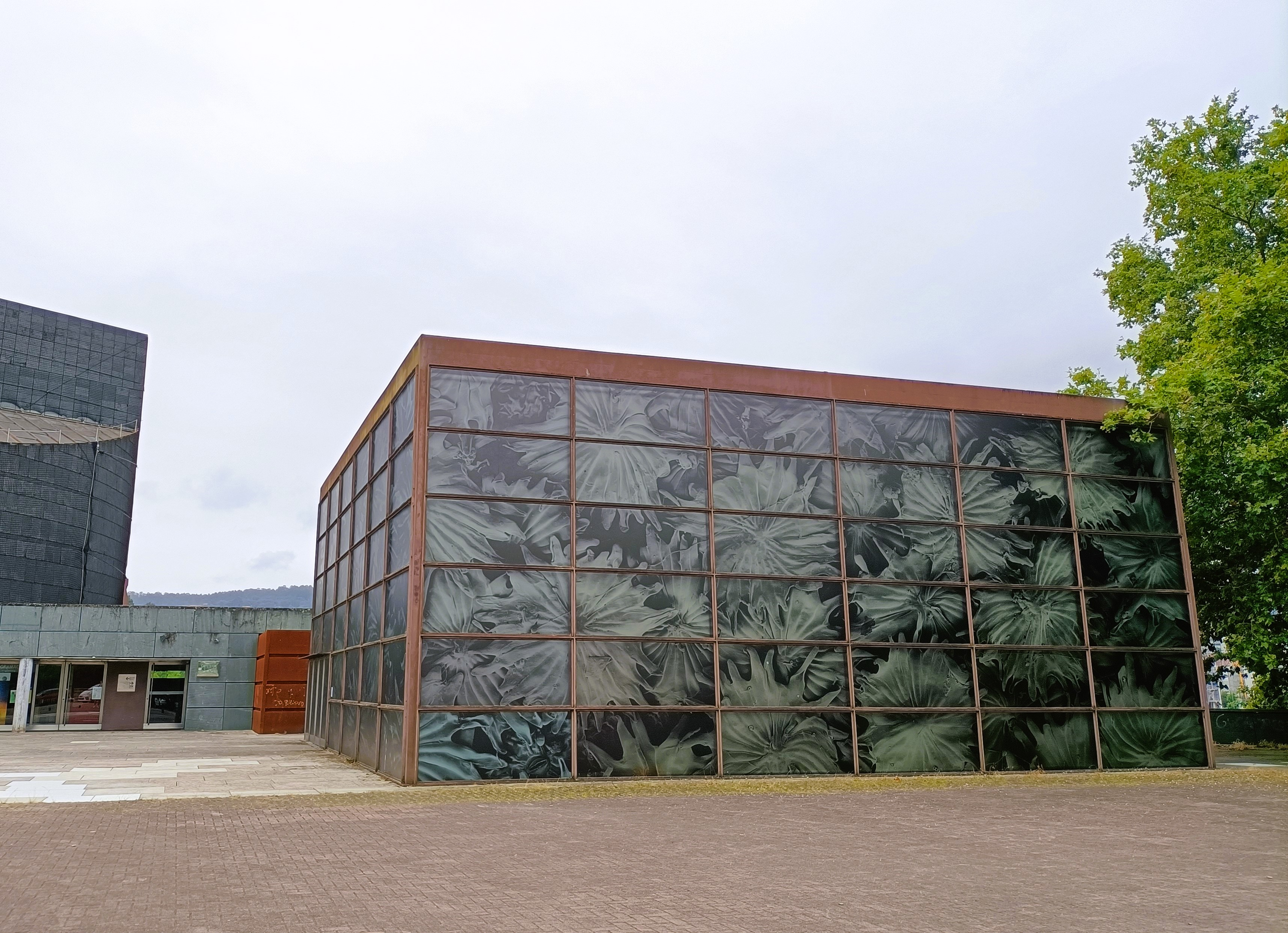
La piel del olivo (2025) de Beatriz Ruibal en la sala de exposiciones del Palacio de Congresos y Exposiciones
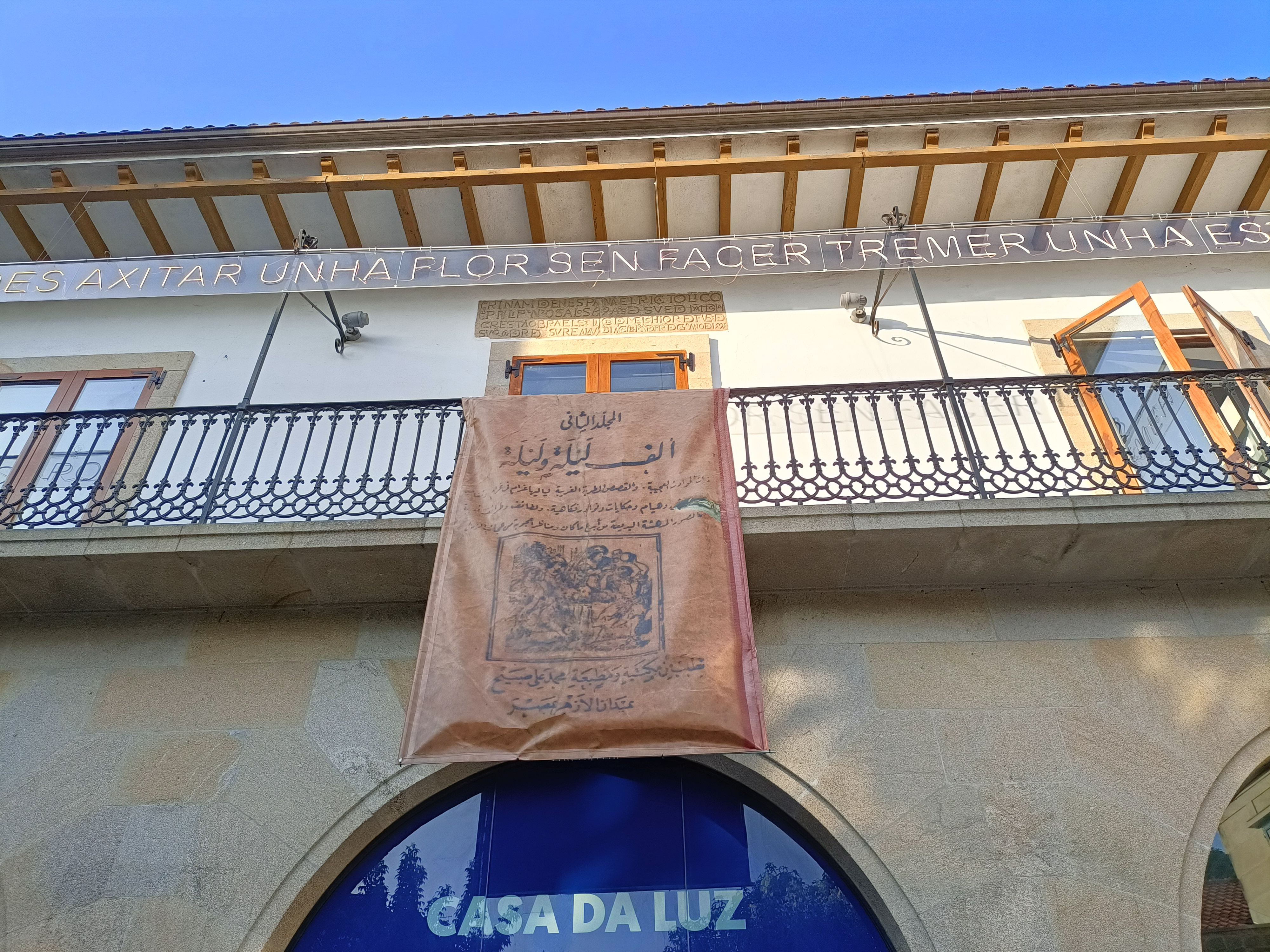
Sin título (2025) de Emily Jacir en la Casa de la Luz